# Radio Piemonte Stereo
Radio Piemonte Stereo (sebbene all'epoca non trasmettesse ancora in stereofonia) è stata una delle prime radio libere del Piemonte: iniziò le trasmissioni il 18 dicembre del 1975 da Biella (che all'epoca era ancora in provincia di Vercelli) e nonostante potesse contare solo su un piccolo trasmettitore, riuscì a coprire tutta l'area del vercellese grazie ai pochissimi segnali a quel tempo presenti.
In pochi mesi passò dalle due alle dodici ore giornaliere di trasmissione e per alcuni anni ha avuto tra i suoi collaboratori anche l'attore e conduttore televisivo Ezio Greggio.
Nata da un'idea di Rodolfo Cirio e Loredana Favaretto, parteciparono alla realizzazione degli studi Doriano Francescon e Lamberto Sanna.
Nel 1978 la radio passò ad una diffusione in stereofonia e con il collegamento con la discoteca "Charlie Brown" e lo "Sporting Club Santhià" e il notturno le ore di trasmissione divennero 24.
Nel 1997 venne costituita "RADIO&RADIO" s.r.l. che possiede Radio Piemonte e Radio Amica.
Nell'aprile 2008 Radio Piemonte Stereo e Radio Amica annunciano con un comunicato in onda la chiusura immediata delle emittenti.